# Joseph Pilato
Pour les articles homonymes, voir Pilato.
Joseph Pilato est un acteur américain né le 16 mars 1949 à Boston (Massachusetts) et mort le 24 mars 2019 à Los Angeles (Californie).
Il est principalement connu pour le rôle de Rhodes dans Le Jour des morts-vivants (1985), de George A. Romero. Il avait auparavant tenu des rôles mineurs dans deux de ses précédents films : Zombie (1978) et Knightriders (1981).

## Biographie
Josef Francis Anthony Pilato naît à Boston en 1949, dans une famille italo-américaine. Son père était tromboniste professionnel pour l'orchestre de Les Brown. Joseph est inscrit à l'école catholique et devient garçon d'autel, où son talent d'acteur se développe.
Il envisage d'abord de devenir avocat avant d'affiner son intérêt pour le métier d'acteur. Il est gaucher et aime jouer au golf pendant son temps libre. Pilato joue de la guitare, de l'accordéon et prend des cours de trombone. Au cours de sa carrière, il se lie d'amitié avec David Emge et Ken Foree, acteurs qu'il rencontre lors du tournage de Zombie (1978). Il assistait souvent à des conventions d'horreur et aimait rencontrer ses fans, prenant souvent des photos et signant des autographes.
Joseph Pilato décède dans son sommeil le 24 mars 2019 à Los Angeles, huit jours après son 70e anniversaire.

## Filmographie
- 2015 : Ihailed
- 2014 : Night of the Living Dead : Origins 3D : Harry Cooper (voix)
- 2014 : 9am : Bernie
- 2011 : Bottomfeeder : Lieutenant Joseph Angell
- 2010 : Underground Entertainment: The Movie : Rainbow Joe
- 2010 : The Black Box : Daniel Carson
- 2009 : Someone's Knocking at the Door : Dr Ottie
- 2007 : Wardog
- 2003 : Urban Cannibals
- 1999 : The Last Seduction II : Marvin Dishman
- 1998 : Fatal Passion
- 1998 : Le Cygne du destin : Carlo
- 1998 : Visions : agent de la NSA
- 1997 : Wishmaster : Mickey Torelli
- 1997 : Snake Skin Jacket : Gazzari
- 1996 : Neon Signs : Boto
- 1995 : Justice à Metro City : boxeur
- 1994 : Pulp Fiction : Dean Martin
- 1993 : The Evil Inside Me : Fulvio
- 1993 : Married People, Single Sex : Artie
- 1990 : Alienator : le technicien
- 1989 : Shooters : le sergent Plato
- 1986 : Gung Ho : membre de l'union
- 1985 : Le Jour des morts-vivants : capitaine Rhodes
- 1981 : Knightriders
- 1980 : Effects : Dominic
- 1978 : Zombie : officier de police